# Рибчевиці (гміна)
Гміна Рибчевіце (пол. Gmina Rybczewice) — сільська гміна у східній Польщі. Належить до Свідницького повіту Люблінського воєводства. Центр — село Рибчевиці.
Станом на 31 грудня 2011 у гміні проживало 3648 осіб.

## Площа
Згідно з даними за 2007 рік площа гміни становила 99.09 км², у тому числі:
- орні землі: 86.00 %
- ліси: 10.00 %

Таким чином, площа гміни становить 21.13 % площі повіту.

## Населення
Станом на 31 грудня 2011:
| Опис     | Загалом | Загалом | Чоловіки | Чоловіки | Жінки | Жінки |
| -------- | ------- | ------- | -------- | -------- | ----- | ----- |
| одиниця  | осіб    | %       | осіб     | %        | осіб  | %     |
| все      | 3648    | 100     | 1753     | 48.05    | 1895  | 51.95 |
| міське   | 0       | 100     | 0        |          | 0     |       |
| сільське | 3648    | 100     | 1753     | 48.05    | 1895  | 51.95 |

## Сусідні гміни
Гміна Рибчевіце межує з такими гмінами: Ґошкув, Жулкевка, Кшчонув, Лопенник-Ґурни, Пяски, Файславіце.